# سمیرالاسلام

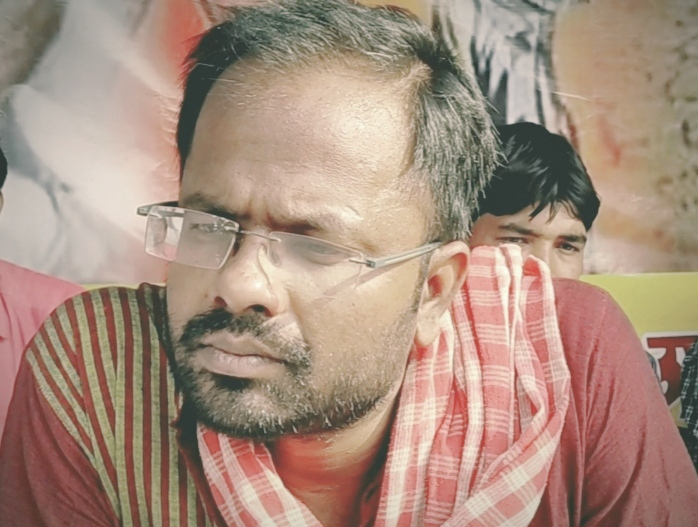
سمیرالاسلام

سمیرالاسلام یک فعال اجتماعی هندی و همچنین عضو راجیا سبها از تاریخ ۱۸ ژوئیه ۲۰۲۳ به عنوان عضو کنگره سراسر هند ترینامول است.   او پایه گذار بنگلاسانسکریت مانچا، به عنوان یک گروه فشار می باشد. بعد از آن الاسلام استاد دانشکده دینابندو اندروز در کلکته می شود. 

## زندگی خصوصی
سمیرالاسلام با سبنم سلطانه ازدواج نمود.